# نطرية ريدي
نظرية ريدي أو تجربة ريدي (بالإنجليزية: Redi's Experiment)‏؛ نسبة للعالم الإيطالي فرانسيسكو ريدي هي نظرية تقول بأن جميع الكائنات الحية تتكاثر بواسطة عملية التكاثر. في الطبيعة هناك طريقتان; تكاثر جنسي وتكاثر لاجنسي وفي الطريقتين تتكون الانسال من خلايا مصدرها جسم الكائن البالغ.
- التكاثر الجنسي مصدر الانسال من الابوين الذكر والأنثى يتطور النسل من خلية تبحث عن اتحاد خليتين خاصتين: خلية تكاثر ذكرية مصدرها جسم الذكر وتكاثر انثوية مصدرها جسم الأنثى.
- التكاثر اللاجنسي مصدر الانسال هو كائن واحد يمكن ان يكون ذكرا أو أنثى وليس من أبوين والنسل يتطور من خلية أو مجموعة خلايا من الفرد الوحيد.